# Krmelj
Krmelj je naselje v Občini Sevnica. Je v ozki dolini potoka Hinje, v razkošju dolenjskih gričev, v najvzhodnejšem delu Mirnske doline, ki jo je oblikovala reka Mirna. Naselje obdajajo številni griči na katerih pridelujejo cviček.

## Okolica
Na gričih, ki obkrožajo kraj, so se oblikovala številna manjša naselja: 
- Kamenško, Grad Stražberk (pogovorno: Staršperk); kjer je pred mnogimi leti stal grad, ki je bil porušen že pred vojno, zato za njim danes niti ostankov ni več.
- Aplejek, ki ga domačini imenujejo Črna mlaka, in na katerem najdemo največ ostankov rudnika (na Aplejeku je bil nekdaj dnevni kop lignita, za katerim je ostala jama, ki jo je napolnila voda in nastalo je manjše jezerce. Iz naštetega lahko dodamo, da je lahko sprehajanje po teh gozdovih včasih tudi srhljivo, gozd namreč nudi zavetje divjim prašičem, popotnik pa se lahko spotakne tudi ob bodečo žico, ki je ostala od vojne, tudi razni manjši zaraščeni ribniki niso izjema. O Črni mlaki med domačini še vedno krožijo fantazijske vraževerne zgodbice, s katerimi ljudje včasih strašijo majhne otroke.

Na jugovzhodu se razteza 350 m visoki Vrhek, kjer je eno od dveh rastišč zelo redke cvetnice pontske azaleje (drugo najdemo v Boštanju (rastišče naj bi bilo zasajeno že v rimskem času, kar tudi kaže njegova še danes vidna kvadratna oblika), dragocenega zaklada za ljubitelje cvetja.

## Zgodovina kraja
Dolgo je bilo to področje redko naseljeno in prvotno so bile v virih omenjane le štiri kmetije in opekarna mokronoškega graščaka. Naselje je imelo ledinsko ime »Na Moravi«, šele kasneje se uveljavi ime Krmelj, verjetno po kmetu in mlinarju Krmelju, ki je imel svojo posest in mlin ob mostu čez reko Hinjo. Most, ki še vedno kljubuje času, je bil del pomembne prometne poti, po kateri so vozili različno blago furmani, ki so jim rekli »triestinarji«, ker so po blago odhajali v takrat zelo oddaljeni Trst. 
Z odkritji nahajališč rjavega premoga in kvalitetne gline, je življenje v tej dolini pričelo hitreje utripati. Ob premogovniku je bila zgrajena cinkarna, v katero so rudo vozili celo iz Koroške. Ko je bila leta 1908 do Krmelja zgrajena železniška proga in leta 1938 železniška povezava do Sevnice, je premogovnik bolj pridobil na pomenu. Premogovnik je deloval do leta 1962, ko so ga zaradi izčrpanosti in uvajanja novih energetskih virov zaprli. 
Na rudarsko preteklost Krmelja še danes spominja podoba pokrajine s svojimi značilnimi udorinami in številnimi objekti, ljudje pa vedo povedati, da se tod potika duh jamskega škrata ali Knapca, kot mu pravijo pogovorno. Sicer pa o rudarski preteklosti kraja poročata tudi naselje Barbara na vzhodni strani Krmelja ter osrednje gostišče Barbara (kjer je gostišče že dolga leta), ki oba nosita ime svete Barbare, ki goduje v decembru in je med drugim tudi zavetnica ter priprošnjica rudarjev. Graščinsko poslopje še danes priča (graščina imenujejo ljudje večjo zgradbo precej svojevrstnega tipa, ki spominja na manjši grad) o moči in bogastvu nekdanjega lastnika rudnika Jakila, spodnje prostore stavbe so v zadnjem času spremenili v izgnanski muzej.

## Znamenitosti
- Izgnanski muzej priča o dogodkih iz 2. svetovne vojne, ko je bil Krmelj z okolico mejno območje med dvema okupatorjema, Italijo ter Nemčijo. Ljudje iz okolice so morali zapustiti svoje domove, ker so bili izgnani najprej v grad Rajhenburg nad Brestanico, od tod pa v razna manjša mesta v Nemčiji, kamor so jih odpeljali živinski vagoni jeseni leta 1941. Redke družine so ostale na svojih domovih, izgnanci pa so se domov vrnili jeseni leta 1945. Tudi dve trije spomeniki pričajo o vojnem času; spomenik ter obeležje padlim partizanom, spomenik kiparja samorastnika Rudija Stoparja izgnancem na kraju, kjer je potekala meja med okupatorjema, sicer pa najdemo v bližnjih Hinjcah tudi spomenik padlim trinajstim talcem, ki so jih postrelili Nemci ne istem kraju.
- Poleg naštetih, najdemo v Krmelju tudi tri železne kipe, za katere so načrte izdelali trije japonski umetniki, izdelali pa so  jih v nekdanjem podjetju Metalna, ki jim je brezplačno odstopilo material in strokovnjake za specialna dela – odrez,upogib in varjenje.
- Stara šolska zgradba, nekoč rudarska bolnišnica, je danes hram učenosti predmetne stopnje Osnovne šole Krmelj.
- V kraju najdemo tudi številne spominske plošče in obeležja, ki opazovalca spominjajo na hude preizkušnje; spominske plošče so izdelovali šolarji in predvsem ponazarjajo dogodke iz 2. svetovne vojne. Med zadnjimi je bil ob glavnem križišču v Krmelju, postavljen mali tovorni voziček, med rudarji znan kot »cicka«, ki prišleka opominja na rudarsko preteklost kraja.
- V okolici so še: Cerkev sv. Lenarta v Gabrijelah in cerkev sv. Marjete na Kamenici ter kapelice in verska znamenja, ki nam pričajo o bogatem duhovnem življenju ljudi.
- Kopališki bazen, ki je nekdaj bil v Krmelju, zgrajen s prostovoljnim delom krajanov, pomemben za celo dolino od Šentjanža do Tržišča, je bil eden prvih bazenov v Sloveniji v takšni velikosti (40x20m), so zaradi širitve skladišča Metalne in bazenove dotrajanosti (betonska plošča v najglobjem delu se je prelomila in puščala vodo),   bazen zasuli (namesto sanacije) in ob njegovem zasutju obljubili, da bo v dogovoru z občino zgrajen nov bazen na jugu Krmelja. Žal, nikoli realizirano.
- Dom svobode Krmelj je bil zgrajen pred približno 55 leti, v njem se še danes odvijajo razne prireditve, včasih pa je deloval tudi kot kino, sedaj je prava zibelka kulture. Za tem domom je bilo že od rudarskih časov kegljišče, na Barbari pa tenis igrišče, ki je pomenilo pravi oddih za rudarje. Tudi ti objekti so bili zgrajeni s prostovoljnim delom krajanov.
- Rokomet je v Krmelju zelo priljubljen, krmeljski veterani pa so med redkimi ki so bili zelo znani v Jugoslaviji, vpisali so se celo v knjigo veteranov. Turnir, ki se je odvijal tu pred enim letom, je bil organiziran v počastitev 52. obletnice igranja rokometa v Krmelju ter 195. obletnice prve omembe Krmelja v pisnih virih.